# Kunagora
Kunagora ili Kostelska gora brdo je u Hrvatskoj u blizini Pregrade u Krapinsko-zagorskoj županiji. Ponekad joj je ime zapisano kao Kuna-gora ili Kuna gora.
Oronim je sastavljen od riječi kuna i gora. Značenje je "gora u kojoj ima kuna". Kuna i danas žive na gori, a u stara vremena bilo ih je više i bile su znatno važnije jer se njihovim krznom, kunovinom, plaćalo.
Na Kunagori odnosno na brdu Kostelju (Kostel-bregu) koje se nastavlja na Kunagoru nalazi se Kostelski grad. Lovačka čeka kod vrha, lovačka kuća i planinarski dom Kunagora podignut 1953. na jugoistočnom obronku, kapela, podrum, obnovljeno Prasvetište Gospe Kunagorske s tronom Kunagorske Gospe od Pobjede koji je izgrađen tijekom kolovoza 2006. na temeljima kunagorskog prasvetišta. Gora je šumovita i pokrivena crnogoricom. Oko Kunagore teče rječica Kosteljina.
Značajno je nalazište amonita iz srednjeg trijasa, starih oko 240 milijuna godina.